# Armata Strigoi
«Armata Strigoi» — пісня німецького павер-метал гурту Powerwolf, що вийшла в світ 5 червня 2015. Це був перший сингл із альбому Blessed & Possessed.
Відео кліп було опубліковано на YouTube 2 червня 2015.

## Зміст пісні
Назва пісні пов'язана із демоном румунської міфології, що відомий як стрига. Її текст розповідає про воєводу Волощини — Влада Дракулу. У ніч з 16 на 17 червня, Влад увірвався до табору Османів з метою захопити і вбити султана. Ув'язнення чи вбивство султана мало спричинити паніку і послаблення османського війська, що б дозволило Владу здолати Османську армію. Однак, військо волощан «упустили супровід самого султана» і атакували намети візира Махмуда-Паші і Ісаака. Атакувати табір султана так і не вдалося, і Влад та його воїни полишили османський табір на світанку. Мехмед увійшов до Тарговіште наприкінці червня. Місто було спустошене, але османці з жахом виявили там «ліс із кривавим частоколом» (тисячі колів із тілами страчених людей), як свідчить про це Халькокондил.

## Виконавці та персонал
- Аттіла Дорн[en] — вокал
- Метью Грейвольф[en] — соло і ритм гітара
- Чарльз Грейвольф[en] — соло і ритм гітара, бас гітара
- Роель ван Хелден[en] — ударні
- Фолк Марія Шлегель[en] — орган, клавішні
- Єнс Богрен — звукозапис і компанування музики
- Сем Браун — інженер
- Девід Бубалла — інженер
- Чарльз Грейвольф — інженер
- Метью Грейвольф — художня робота
- Крістіан «Коле» Кольманнслехнер — інженер
- Мануела Мейєр — фотограф
- Фредрік Нордстрем — компанування музики
- Генрік Удд — компанування музики